# Puente de Bacunayagua
Die Puente de Bacunayagua führt die Vía Blanca im Circuito Norte in der Provinz Matanzas in Kuba in rund 113 m Höhe über die Schlucht des Río Bacunayagua. Sie steht 75 km östlich von Havanna bzw. 20 km westlich von Matanzas. Sie ist Kubas höchste Brücke und gilt als ein Meisterwerk kubanischer Ingenieure.
Etwas oberhalb ihres nordwestlichen Endes steht der Mirador de Bacunayagua, ein Aussichtspunkt mit Gastronomie und Andenkenladen und mit Blick auf die Brücke, die grünen Täler des Valle de Yumuri und das Meer.

## Beschreibung, Bauweise
Die Brücke wurde von Luis Sáenz Duplace entworfen und von Sáenz, Arvesu, Cancio, Martín & Gutiérrez (SACMAG) in den Jahren 1956 bis 1959 erbaut. Die Bauzeit begann also unter Batista und endete unter Fidel Castro. Auf einer Tour durch die damalige Provinz Havanna besuchte er am 26. September 1959 die Brücke. Seither gilt dieser Tag als Einweihung der Brücke, obwohl sie erst am 3. Oktober für den Verkehr freigegeben wurde.
Die 313,5 m lange und 16 m breite Brücke hat vier Fahrstreifen und beidseits sehr schmale Gehwege. Sie ist eine polygonale Betonbogenbrücke, bei der eine Weiterentwicklung der von Joseph Melan eingeführten Melan-Bauweise angewendet wurde.
Zunächst wurden die schlanken Pfeiler betoniert. Anschließend wurden die Fahrbahnträger über den Talhängen hergestellt. Sie bestehen aus jeweils sechs vorgefertigten 28 m langen T-Balken aus Stahlbeton, die zu einem Plattenbalken vereint wurden. Bereits beim Entwurf der Brücke musste darauf geachtet werden, dass es damals auf Kuba keinen Kran gab, der mehr als 30 t heben konnte.
Von der halbfertigen Fahrbahn aus wurden dann in senkrechter Position zwei auf den Kämpferfundamenten stehende Stahlgerüste montiert, die die beiden Rippen der polygonalen Bogenhälften bilden sollten. Diese an Seilen abgespannten Stahlkonstruktionen wurden während drei Tagen langsam über das Tal abgelassen, bis sie zu zwei Bogenrippen vereint waren. An diesen stählernen Bögen wurde die Schalung für das Betonieren der Betonrippen angebracht.
Abschließend wurde der Fahrbahnträger über dem Bogen wiederum aus Fertigteilen hergestellt.
Das Verfahren, zwei Bogenhälften senkrecht herzustellen und erst dann zu einem Bogen zu vereinen, war erstmals von Riccardo Morandi bei der 1956 fertiggestellten Paul Sauer Bridge (Storms River Bridge) in Südafrika realisiert worden. Luis Sáenz war wohl der erste, der dieses Verfahren mit der Melan-Bauweise verband.
Die Brücke wurde 1975 repariert und von 2012 bis 2015 grundlegend saniert.